# Constantina Diţă
Constantina Diţă (tidigare Constantina Diţă Tomescu), född 23 januari 1970 i Turburea, är en rumänsk friidrottare som tävlar i maraton och i långdistanslöpning. 
Diţă har tävlat i framför allt maraton och 2004 vann hon Chicago marathon. Året efter 2005 blev hon trea vid VM i Helsingfors. Hennes stora framgång var när hon vann guld vid Olympiska sommarspelen 2008 i Peking.